# Adelphobates
Adelphobates — рід земноводних родини Дереволазових ряду Безхвості. Має 3 види.

## Опис
Загальна довжина представників цього роду коливається від 1,6 до 4 см. Голова трохи сплощена. Тулуб витончений. Значною мірою схожі на представників роду дереволазів. Відрізняються лише за молекулярними та генетичними ознаками. Усі види яскраво забарвлені, їх основний фон глянсовий чорний з білими або помаранчевими плямами різного розміру.

## Спосіб життя
Полюбляють вологі тропічні ліси. Активні вдень, значний час проводять у лісовій підстилці. Живляться дрібними комахами.
Це яйцекладні амфібії. Самиці відкладають до 10 яєць у порожнини між листям. Особливістю цього роду є яскраво забарвлені яйця та пуголовки.

## Розповсюдження
Мешкають в Бразилії та Перу (область Амазонки).

## Види
- Adelphobates castaneoticus
- Adelphobates galactonotus
- Adelphobates quinquevittatus